# Dogeza
Dogeza (土下座?) es un elemento de la etiqueta tradicional japonesa que implica arrodillarse directamente en el suelo e inclinarse para postrarse mientras se toca el suelo con la cabeza. Se utiliza para mostrar deferencia a una persona de mayor estatus, como una disculpa profunda o para expresar el deseo de un favor de dicha persona.

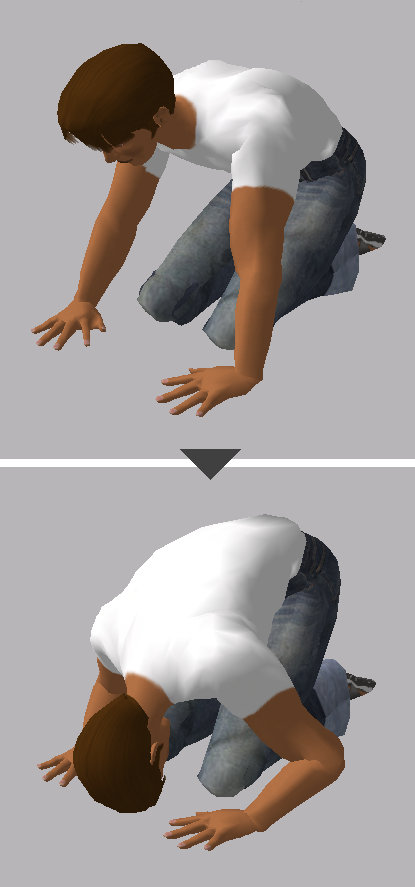
Dos posiciones utilizadas en dogeza

El término se utiliza en la política japonesa como «dogeza-gaikō» (土下座外交?)  que se traduce como «diplomacia de reverencia» o «política exterior de reverencia». En general, dogeza se traduce al español como "postración"

## El significado de realizar dogeza
En la conciencia social japonesa, el acto de sentarse en el suelo y crear una escena (dogeza), es una deferencia poco común que solo se usa cuando uno se está desviando mucho del comportamiento diario. Se ve como parte de la etiqueta y está lleno de la sensación de lamentar haber molestado a la otra persona. Al realizar dogeza y disculparse con alguien, normalmente la otra persona tiende a perdonar.

## Historia
En el Gishiwajinden (魏志倭人伝), el registro chino más antiguo de encuentros con los japoneses, se mencionó que los plebeyos del antiguo Yamataikoku, al encontrarse con nobles a lo largo del camino, caían postrados en el lugar, aplaudiendo como en oración. (柏手 leído como: kashiwade), y se cree que es una antigua costumbre japonesa.
Se puede ver a los haniwa del período Kofun postrándose en dogeza.
En el período moderno temprano, popularmente cuando pasaba la procesión del daimyō, se cree que era obligatorio para los plebeyos presentes realizar dogeza, pero eso es incorrecto. Era normal que la gente común realizara dogeza en los tiempos modernos cuando era entrevistada por altos mandos.
Incluso ahora, como método de autoprotección y disculpa en el que se descuida el daño a la propia imagen, su idea de sentir vergüenza permanece firmemente arraigada.